# WordPress
WordPress este o platformă de tip sursă deschisă pentru publicarea blogurilor. Platforma WordPress este scrisă în limbajul PHP, folosind pentru gestionarea bazelor de date sistemul MySQL. Dispune un sistem de șabloane scrise în limbajele HTML și CSS. Avantajele majore prezentate de WordPress sunt simplitatea și numeroasele plugin-uri create de către comunitate care pot modifica funcționalitatea WordPress-ului  tranformându-l în aproape orice tip de site web. De asemenea interfața poate fi schimbată foarte ușor cu ajutorul multitudinii de teme gratuite sau premium cu doar un clic.

Pentru a funcționa, WordPress trebuie să fie instalat pe un server web, fie ca parte a unui serviciu de găzduire pe internet, cum ar fi WordPress.com, fie pe un computer pe care rulează pachetul software WordPress.org pentru a servi ca gazdă de rețea de sine stătătoare.
Fundația WordPress deține WordPress, proiectul WordPress și alte mărci comerciale conexe.

## Teme
Utilizatorii WordPress pot instala și selecta teme dintr-o mulltitudine de teme existente. Acestea le permit utilizatorilor să schimbe aspectul și funcționalitatea unui site web WordPress fără a modifica codul de bază sau conținutul site-ului. Fiecare site web WordPress trebuie sa conțină cel putin o tema. Temele pot fi instalate direct cu ajutorul instrumentului de administrare WordPress "Appearance" din tabloul de bord, sau folderele de teme pot fi copiate direct în directorul de teme. Temele WordPress sunt în general clasificate în două categorii: gratuite și premium. Multe teme gratuite sunt listate în directorul de teme WordPress (cunoscut și sub numele de depozit), iar temele premium pot fi achiziționate de pe piețe și de la dezvoltatori WordPress individuali. Utilizatorii WordPress pot, de asemenea, să creeze și să dezvolte propriile teme personalizate.

## Plugin-uri
Arhitectura plugin-urilor WordPress permite utilizatorilor să extindă caracteristicile și funcționalitatea unui site web sau blog. În decembrie 2021, WordPress.org avea 59.756 de plugin-uri disponibile, fiecare dintre acestea oferind funcții și caracteristici personalizate care permit utilizatorilor să își adapteze site-urile la nevoile lor specifice. Cu toate acestea, această cifră nu include plugin-urile premium disponibile (aproximativ 1.500+), care pot să nu fie listate în depozitul WordPress.org. Aceste personalizări variază de la optimizarea pentru motoarele de căutare (SEO), la portaluri pentru clienți utilizate pentru a afișa informații private utilizatorilor conectați, la sisteme de gestionare a conținutului, la funcții de afișare a conținutului, cum ar fi adăugarea de widgeturi și bare de navigare. Nu toate pluginurile disponibile sunt întotdeauna la curent cu actualizările și, prin urmare, este posibil ca acestea să nu funcționeze corespunzător sau să nu funcționeze deloc. Majoritatea pluginurilor sunt disponibile prin intermediul WordPress însuși, fie prin descărcarea lor și instalarea manuală a fișierelor prin FTP, fie prin intermediul tabloului de bord WordPress. Cu toate acestea, mulți terți oferă pluginuri prin intermediul propriilor site-uri web, multe dintre acestea fiind pachete plătite.
De asemenea, plugin-urile ar putea fi folosite de hackerii care vizează site-ul care utilizează WordPress, deoarece hackerii ar putea exploata bug-urile din plugin-urile WordPress în sine în loc să exploateze bug-urile din WordPress .

## Istoric
b2\cafelog, mai cunoscut sub numele mai simplu de b2 sau cafelog, este precursorul WordPress. S-a estimat că b2\cafelog s-a folosit pentru cca. 2.000 bloguri din mai 2003. Era scris în PHP pentru a fi folosit cu MySQL, de către Michel Valdrighi, care este acum un dezvoltator activ la WordPress. Deși WordPress este succesorul oficial, mai există un proiect activ în prezent bazat pe aceeași sursă inițială, b2evolution.
WordPress a apărut pentru prima dată în 2003, ca un efort combinat a lui Matt Mullenweg și Mike Little, pentru a crea o derivație a lui b2. Numele WordPress a fost sugerat de Christine Selleck, un prieten a lui Mullenweg.
În 2004 termenii licenței pentru rivalul Movable Type au fost modificați de Six Apart, și mulți dintre utilizatorii acestui sistem s-au mutat către WordPress – determinând o creștere accentuată și continuă a popularității WordPress.
În 2007 WordPress a câștigat unul din premiile Packt Open Source CMS Award.

### Versiuni WordPress
Cele mai multe versiuni WordPress au codurile denumite după muzicieni de jazz binecunoscuți, începând cu Versiunea 1.0.
WordPress .70, a fost lansat pe 27 mai 2003 și conținea aceeași structură a fișierelor ca și predecesorul său, b2\cafelog. Doar 0.71-gold este disponibil pentru descărcare în pagina oficială a Arhivei de Versiuni WordPress.
WordPress 1.0, Davis, 3 ianuarie 2004. A fost adăugat motorul de căutare, permalinks prietenos, mai multe categorii, instalare și upgrade simple, moderare comentarii, suport XFN, suport Atom.
WordPress 1.2, Mingus (după Charles Mingus), 22 mai 2004. Ea conține suportul pentru pluginuri. Sunt folosite neschimbat aceleași antete de identificare a pluginurilor din ultimele versiuni.
WordPress 1.5, Strayhorn, 17 februarie 2005. Ea a adăugat o serie de noi opțiuni vitale. Una din acestea este posibilitatea de a administra pagini statice. Aceasta permite paginilor de conținut să fie create și administrate independent de cronologia normală a blogurilor, și a fost prima etapă de la software simplu de management al blocului la un sistem complet de management al conținutului. Un alt exemplu este noul sistem de teme/template, care permite utilizatorilor să activeze și dezactiveze mai ușor “aspectul” siturilor lor. WordPress era de asemenea echipat cu un nou template implicit (denumit Kubrick) proiectat de Michael Heilemann.
WordPress 2.0, Duke, 31 decembrie 2005. Această versiune a adăugat o editare mai complexă, instrumente de administrare mai bune, încărcarea imaginilor, postări mai rapide, un sistem de import îmbunătățit, și o revizie completă a panoului de administrare. WordPress 2.0 oferea de asemenea diferite îmbunătățiri pentru dezvoltatorii de pluginuri.
WordPress 2.1, Ella, 22 ianuarie 2007. Pe lângă corectarea problemelor de securitate, versiunea 2.1 oferea o interfață reproiectată și instrumente de editare îmbunătățite (inclusiv verificare gramaticală integrată și autosalvare), opțiuni îmbunătățite de management al conținutului, și mai multe optimizări pentru cod și baza de date.
WordPress 2.2, Getz, 16 mai 2007. Versiunea 2.2 a adăugat suport de widget pentru template, a actualizat suportul fluxurilor de distribuție în format Atom, și optimizări ale vitezei. WordPress 2.2 trebuia inițial să revizuiască sistemul taxonometric pentru categorii, ca și tagurile, dar această revizie a fost amânată.
WordPress 2.3, Dexter, 24 septembrie 2007. Versiunea 2.3 asigura suport nativ pentru taguri, un nou sistem taxonometric pentru categorii, notificare ușoară a actualizărilor, și alte îmbunătățiri ale interfeței. 2.3 suportă de asemenea complet Atom 1.0, împreună cu protocolul de publicare. WordPress 2.3 include de asemenea rezolvarea unor probleme de securitate foarte stringente.
WordPress 2.5, Brecker, 29 martie 2008. Dezvoltatorii au sărit peste versiunea 2.4 astfel încât versiunea 2.5 conținea practic două versiuni ale noului cod. WordPress 2.5 a revizuit complet interfața de administrare și situl web WordPress a fost de asemenea reproiectat pentru a se potrivi cu noul stil.
WordPress 2.6, Tyner, 15 iulie 2008. Ea conținea mai multe noi opțiuni care face din WordPress un CMS mai puternic în care poți monitoriza schimbările fiecărei postări și pagini și poți posta ușor de oriunde te-ai afla pe web, plus o mulțime de îmbunătățiri incrementale ale opțiunilor introduse în 2.5.
WordPress 2.7, Coltrane, 11 decembrie 2008. A fost reproiectată din nou complet interfața de administrare. Această versiune introduce de asemenea opțiuni de actualizare automată, și instalarea automată a pluginurilor din interfața de administrare.
WordPress 2.8, Baker, 10 iunie 2009. Oferind îmbunătățirea vitezei și o mai ușoară instalare a temelor. Ea a introdus de asemenea editorul CodePress pentru sublinierea sintaxelor, și o interfață reproiectată a widget.
WordPress 3.8, Parker, 12 decembrie 2013. În onoarea lui Charlie Parker, inovator în bebop, a adus un aspect nou pentru panoul de administrare.
WordPress 3.9, Smith, 16 aprilie 2014. Îmbunătățiri la editorul pentru medii, widget live și previzualizări antet, noul browser de teme.
WordPress 4.0, Benny, 4 septembrie 2014. Îmbunătățirea managementului media, încorporare, interfața scriere, schimbarea facilă a limbii, personalizarea temelor, descoperirea modulelor și compatibilitatea cu PHP 5.5 și MySQL 5.6.
WordPress 4.1, Dinah, 18 decembrie 2014. Temă nouă implicită, scrierea fără distragere, comutarea ușoară a limbajului, încorporarea Vine și recomandări module.
WordPress 4.2, Powell, 23 aprilie 2015. Noi caracteristici "Press This", suport pentru caractere îmbunătățite, suport pentru emoji, personalizator îmbunătățit, încorporări noi și sistem de module actualizat.
WordPress 4.3, Billie, 18 august 2015. Focalizare pe experiența mobilă, parole mai bune și personalizare îmbunătățită.
WordPress 4.4, Clifford, 8 decembrie 2015. Introducerea temei "Twenty Sixteen" și îmbunătățirea imaginilor responsive și a încorporărilor.
WordPress 4.5, Coleman, 12 aprilie 2016. Au fost adăugate legături de conectare, comenzi rapide de formatare, previzualizări responsive live și alte actualizări.
WordPress 4.6, Pepper, 16 august 2016. Au fost adăugate actualizări raționalizate, fonturi native, îmbunătățiri ale editorului cu verificator de legături inline și recuperare de conținut, precum și alte actualizări.
WordPress 4.7, Vaughan, 6 decembrie 2016. Noua temă implicită "Twenty Seventeen", suport antet video, previzualizare PDF, CSS personalizat în previzualizare live, îmbunătățiri editor și alte actualizări.
WordPress 4.8, Evans, 8 iunie 2017. Editorul de generație următoare, TinyMCE, piese media noi, WYSIWYG în piesa text. Suport final pentru versiunile Internet Explorer 8, 9 și 10.
WordPress 4.9, Tipton, 16 noiembrie 2017. Experiență îmbunătățită a personalizării temelor, inclusiv programare, linkuri de previzualizare frontend, revizuiri autosalvare, navigare temă, funcții de meniu îmbunătățite și evidențiere sintaxă. Adăugat o nouă piesă de galerie și piese text și video actualizate. Editorul tematic oferă avertismente și revocări atunci când salvează fișiere care produc erori fatale.
WordPress 5.0, Gutenberg, va fi prima ediție "majoră" a anului 2018, inclusiv un nou editor.

## Vulnerabilități
De la începuturi și până acum, WordPress a fost etichetat în nenumărate rânduri ca fiind vulnerabil la atacuri ce vizau adăugare de conținut malițios pe blogurile sau site-urile ce foloseau această platformă. Au fost create numeroase programe automate ce căutau pe internet site-uri care foloseau această platformă și, folosindu-se de vulnerabilitățile acesteia, reușeau să introducă în conținut, fără acordul proprietarului, link-uri către site-urile celor ce foloseau aceste programe.
În ultimul timp însă, dezvoltatorii platformei au reușit să aducă WordPress într-o stare în care atacurile de acest tip sunt aproape imposibil de realizat. În momentul de față WordPress este printre cele mai sigure si mai puternice CMS-uri la ora actuală.